# نبرد ایلیپا
نبرد ایلیپا (به ایتالیایی: Battaglia di Ilipa) نبردی میان جمهوری روم و امپراتوری کارتاژ در خلال دومین جنگ کارتاژ بود که در ۲۰۶ پیش از میلاد در آلکالا دل‌ریو، سویل، اسپانیا در نزدیکی روستای ازکیول در کمپ نیروهای کارتاژی انجام گرفت و از دیدگاه بسیاری به عنوان درخشان‌ترین پیروزی شیپیو آفریکانوس در طول حرفه نظامی‌اش نگریسته می‌شود. اهمیت این فتح ژنرال رومی به‌قدری بود که قدرت کارتاژ (و به‌خصوص خاندان برقی‌ها) در اسپانیا ــ که پایگاهی غنی برای نقره و سربازگیری بود ــ را درهم شکسته، و بدین‌گونه ایتالیا را از هجوم‌های تازه در امان نگاه داشت.

## زمینه
پس از شکست هاسدروبال برقی در نبرد بایکولا و سپس عزیمت وی به ایتالیا، نیروهای تقویتی کارتاژی هرچه بیشتری در ابتدای ۲۰۷ ق. م در شبه جزیره ایبری تحت فرماندهی هانو پیاده شدند و به نیروهای ماگو برقی پیوستند. این‌دو با یکدیگر ارتشی نیرومند از مزدوران سلتیبری تشکیل دادند. در همان‌حال هاسدروبال گیسکو (با هاسدروبال برقی نامبرده اشتباه نشود) نیز ارتش خود را از کادیس به اندلس آورد؛ بنابراین شیپیوی رومی ناچار بود با دو ارتش متمرکز شده (یکی به رهبری ماگو برقی و هانو، و دیگری به رهبری هاسدروبال گیسکو) رویارو شود. در صورتی که شیپیو به یکی از دو ارتش حمله می‌کرد، ارتش دیگر می‌توانست به عقبهٔ وی ضربه بزند.
پس از طراحی‌های دقیق و حساب‌شده، شیپیو نیرویی به فرماندهی مارکوس یونیوس سیلانوس فرستاد تا ابتدا ماگو و هانو را شکست دهد. سیلانوس با سرعتی بالا پیشروی نمود و بدین ترتیب توانست دشمن خود را غافلگیر، مزدوران سلتیبری را متفرق، و هانو را دستگیر کند، امّا ماگو به همراه بازماندگان توانست بگریزد تا در کادیس به هاسدروبال گیسکو ملحق شود و اینچنین ارتشی پُرشمارتر از ارتش رومی شیپیو تشکیل دادند.
اکنون هاسدروبال گیسکو درعوض مقابله رودررو با شیپیو تصمیم گرفت نیروهایش را در شهرها بپراکند و بدین‌گونه از نبرد اجتناب کند؛ بنابراین جبهه ایبری (اسپانیا) در سال ۲۰۷ ق. م بدون نبرد چندانی پایان یافت تا همگی منتظر سال ۲۰۶ ق. م باشند.

## نبرد

پیش از آغاز نبرد، شیپیو آفریکانوس برای فریب دادن کارتاژی‌ها، لژیون‌ها را در مرکز سپاه، اسپانیولی‌ها را در جناحین آن، و سواره‌نظام (Cavalry) را در جناحین سپاهش قرار داد. روبروی لژیون‌ها نیز ولیتس یا پیاده‌نظام سبک را موضع داد.

اندکی پیش از آغاز حرکت، وی آرایش خود را به شکل بالا درآورد تا هاسدروبال گیسکو را غافلگیر کند: اسپانیولی‌ها یکپارچه شده و به‌جای لژیون‌ها در مرکز واقع شدند. لژیون‌ها دو تکه شده و به‌جای اسپانیولی‌ها در جناحین قرار گرفتند؛ ولیتس نیز درحدفاصل لژیون‌ها و سواره‌نظام واقع شد.

شیپیو در مرکز آرایش نظامی ارتش خود، لژیون‌ها و در جناحین آنان، اسپانیولی‌ها را قرار داد، در جناحین کل سپاه نیز سواره‌نظام را جای داد؛ در همان‌حال ولیتس همچون همیشه در جلوی لژیون‌ها جای گرفته بودند. کارتاژی‌ها نیز همان آرایش را اتخاذ کرده بودند، بدین معنا که پیاده‌نظام سنگین‌اسلحه متشکل از آفریقایی‌ها در مرکز واقع شده (و طبیعتاً قرار بود با لژیون‌ها رویارو گردد)، و اسپانیولی‌ها و سواره‌نظام در جناحین جای گرفتند (که آنان نیز قرار بود به‌ترتیب با اسپانیولی‌های روم و سواران رومی بجنگند)، پیاده‌نظام سبک نیز در مرکز و روبروی آفریقایی‌ها، و فیل‌های جنگی (که رومیان از آن بی‌بهره بودند) نیز در روبروی سواره‌نظام قرار گرفته بودند (به نقشه اول نگاه کنید). امّا پس‌از آن‌که شیپیو مطمئن شد کارتاژی‌ها نیز چنین آرایشی اتخاذ کرده‌اند، دست‌به حیله‌ای زده و لژیون‌ها (پیاده‌نظام سنگین) را با اسپانیولی‌ها جایگزین نمود؛ بدین‌معنا که لژیون‌ها را در جناحین و اسپانیولی‌ها را در مرکز سپاه قرار داد (به نقشه دوم نگاه کنید). ولیتس نیز میان لژیون‌ها و سواره‌نظام واقع شدند و مأموریت آنان مقابله با فیل‌های دشمن بود.
شیپیو ابتدا دستور داد سربازانش غذا را خورده و سیر شوند. سپس با طلوع خورشید، ابتدا ولیتس (پیاده‌نظام سبک) و سواره‌نظام خود را به‌سوی کمپ دشمن هدایت کرد، درحالی‌که نیروهای اصلی‌اش با گام‌های آهسته‌تر در پشت‌سر آنان حرکت می‌کردند. ارتش دشمن سراسیمه از کمپ خارج و به‌حالتی کاملاً بی‌نظم وارد نبرد شد، چراکه سربازان غافلگیر شده و صبحانه نخورده بودند. هاسدروبال به اشتباه تصور می‌کرد که شیپیو با همان آرایش روزهای اخیر وارد نبرد خواهد شد، برای‌همین آفریقایی‌های نخبه خود را در مرکز سپاه خود قرار داده و مزدوران اسپانیولی را در جناحین آنان چید. امّا پس‌از آن‌که به آرایش جدید رومیان پی‌برد دیگر دیر شده و نتوانست آرایش نیروهای خود را تغییر دهد چراکه رومیان بسیار به آنان نزدیک شده بودند. چون جناحین روم سریعتر از اسپانیولی‌های مستقر در مرکز حرکت می‌کردند، آرایش روم شکل مقعر به‌خود گرفت که برعکس نبرد کانای بود. سپس ژنرال رومی به ولیتس (پیاده‌سبک) دستور داد جناحین لژیون‌ها پر کند و سواره‌نظام نیز جناحین ولیتس را پوشش دهد. مرکزهای دو سپاه (اسپانیولی‌های روم و آفریقایی‌های کارتاژ) چنان‌که شیپیوی جوان پیش‌بینی نموده بود، وارد نبرد نشدند. درحقیقت پروکنسول رومی از روی‌عمد اسپانیولی‌های خود را دور نگه داشته بود. کیفیت لژیون‌ها به‌آنان اجازه داد بر اسپانیولی‌های کارتاژ برتری داشته باشند؛ از دیگرسو، ولیتس نیز به‌لطف بهره‌گیری از نیزه و شیپور موفق شد فیل‌ها را متوحش کند، به‌طوری‌که این حیوانات شروع به لگدمالی و قتل‌عام بخش کثیری از سواره‌نظام کارتاژ کردند. در این شرایط بهترین نیروهای کارتاژ یعنی سربازان آفریقایی نمی‌توانستند به هم‌تیمی‌های جناحین خود کمکی کنند، چراکه اگر به جناحین کمک می‌کردند مرکز سپاه را کاملاً باز و خالی می‌گذاردند و سپاه را به دونیمه تقسیم می‌کردند، برای همین روحیه خود را باختند. دیگر نیروهای کارتاژ که هم خسته و هم گرسنه شده بودند در ابتدا به حالت منظم عقب‌نشینی کردند. اینجا بود که ژنرال رومی بالاخره از سربازان اسپانیولی‌اش بهره گرفت تا آنان را تعقیب کنند. تنها به‌لطف باران سنگین و ناگهانی که درگرفت، کارتاژی‌ها توانستند از قتل‌عام محتملی شبیه آنچه در نبرد کانای به‌وقوع پیوسته بود، جان سالم به‌در ببرند. هاسدروبال گیسکو و ماگو برقی موفق‌شدند بگریزند و به کادیس پناه ببرند.

## پیامدها
پس از این فاجعه، هاسدروبال گیسکو به آفریقا بازگشت تا با سیفاکس پادشاه نیرومند نومیدیه، ملاقات کند؛ کسی‌که توسط رومیان فریفته و تشجیع شده بود. ماگو برقی، برادر کوچکتر هانیبال، نیز به جزایر بالئاری رفت و از آنجا روانه لیگوریا شد و کوشش کرد به شمال ایتالیا هجوم ببرد. شیپیو نیز پس از آنکه اسپانیای کارتاژ را مطیع خود ساخت و از سران قبایل آنجا که با خیانت خود زمینه قتل پدر و عمویش را فراهم کرده بودند انتقام گرفت، به روم بازگشت و در سال بعد (۲۰۵ پیش از میلاد) به کنسولی انتخاب شد؛ و دو سال بعد با کسب اجازه از سنا، به سرزمین مادری کارتاژ (تونس امروزی) نیز یورش برد تا هانیبال برای دفاع از میهنش مجبور به ترک ایتالیا شود. شیپیو در ۲۰۲ ق. م در نبرد زاما هانیبال را شکست داد تا دومین جنگ کارتاژ پس از هفده‌سال خاتمه یابد.